# 錦織清治
錦織 清治（にしきおり せいじ、1903年（明治36年）10月1日 - 1969年（昭和44年）6月17日）は日本の金属工学者。
島根県出雲市出身。1928年（昭和3年）、東北帝国大学工学部金属工学科を卒業する。1934年（昭和9年）に東北帝大工学部助教授に就任。
1935年（昭和10年）に大同製鋼に入社する。その間に、特殊水処理薬剤による鉄鋼防食、均質鋳造法(HOC法)、取鍋レンガの侵蝕、熔鋼に及ぼす耐火物の影響、高アルミナ質電気炉炉蓋煉瓦、低ニッケル高マンガンステンレス鋼、熱処理用連続炉、バルブ鋼、不消化石灰の実用試験などについての研究に従事する。
大同製鋼取締役、研究所長などを経て、1962年には大同工業短期大学、1964年（昭和39年）には大同工業大学（現・大同大学）の初代学長に就任した。